# Las Golondrinas
|  | Denne artikel er oprettet af botten Steenthbot ud fra en ekstern database. Den kan derfor have sproglige fejl eller mangler. Denne skabelon kan fjernes efter kontrol af indholdet. |

Las Golondrinas er en dansk dokumentarfilm fra 2017 instrueret af Anne Klerke.

## Medvirkende
- Fany Lillian Torres Rodrigues